# Centrum medievistických studií
Centrum medievistických studií (CMS) je společné pracoviště Akademie věd České republiky a Univerzity Karlovy se sídlem v Jilské ulici 1 na Starém Městě v Praze. Centrum představuje platformu pro spolupráci obou zakladatelských institucí při pokročilém výzkumu a postgraduálním studiu v oborech zabývajících se středověkem (zejména v oblastech překračujících hranice tradičně zavedených disciplín) a pro získávání nezbytného kontaktu s mezinárodním bádáním. Centrum medievistických studií se zabývá základním výzkumem v rámci grantových projektů a organizuje akce na podporu vědeckého vzdělávání doktorandů. Pořádá také mezioborové medievistické diskuse, mezinárodní kolokvia a konference. Jejich výsledky publikuje ve vlastní neperiodické řadě, v recenzovaném časopise Studia mediaevalia Bohemica a v monografických titulech, mezi nimiž figurují i pramenné edice.

## Historie a činnost

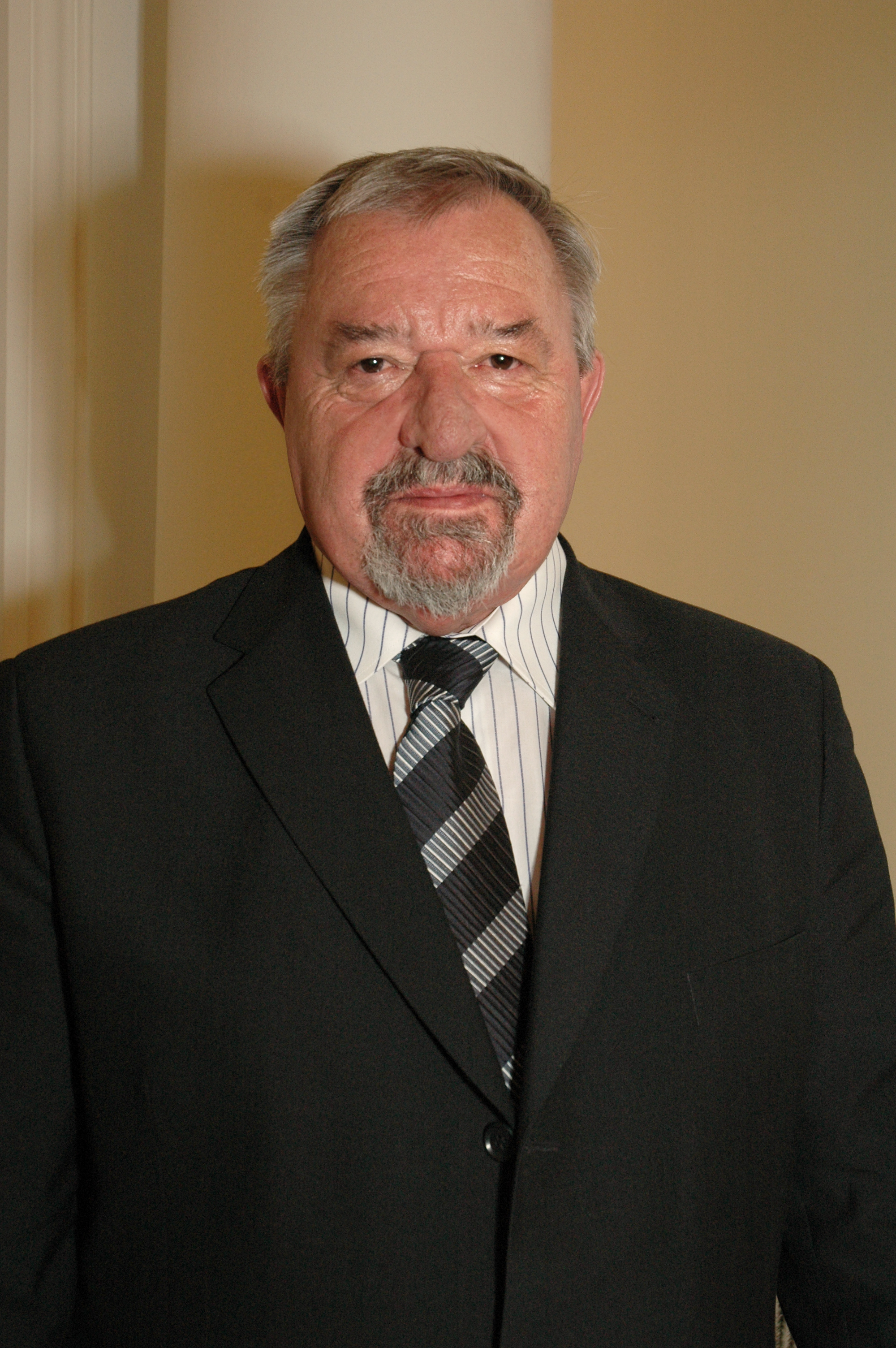
František Šmahel, spoluzakladatel první ředitel CMS

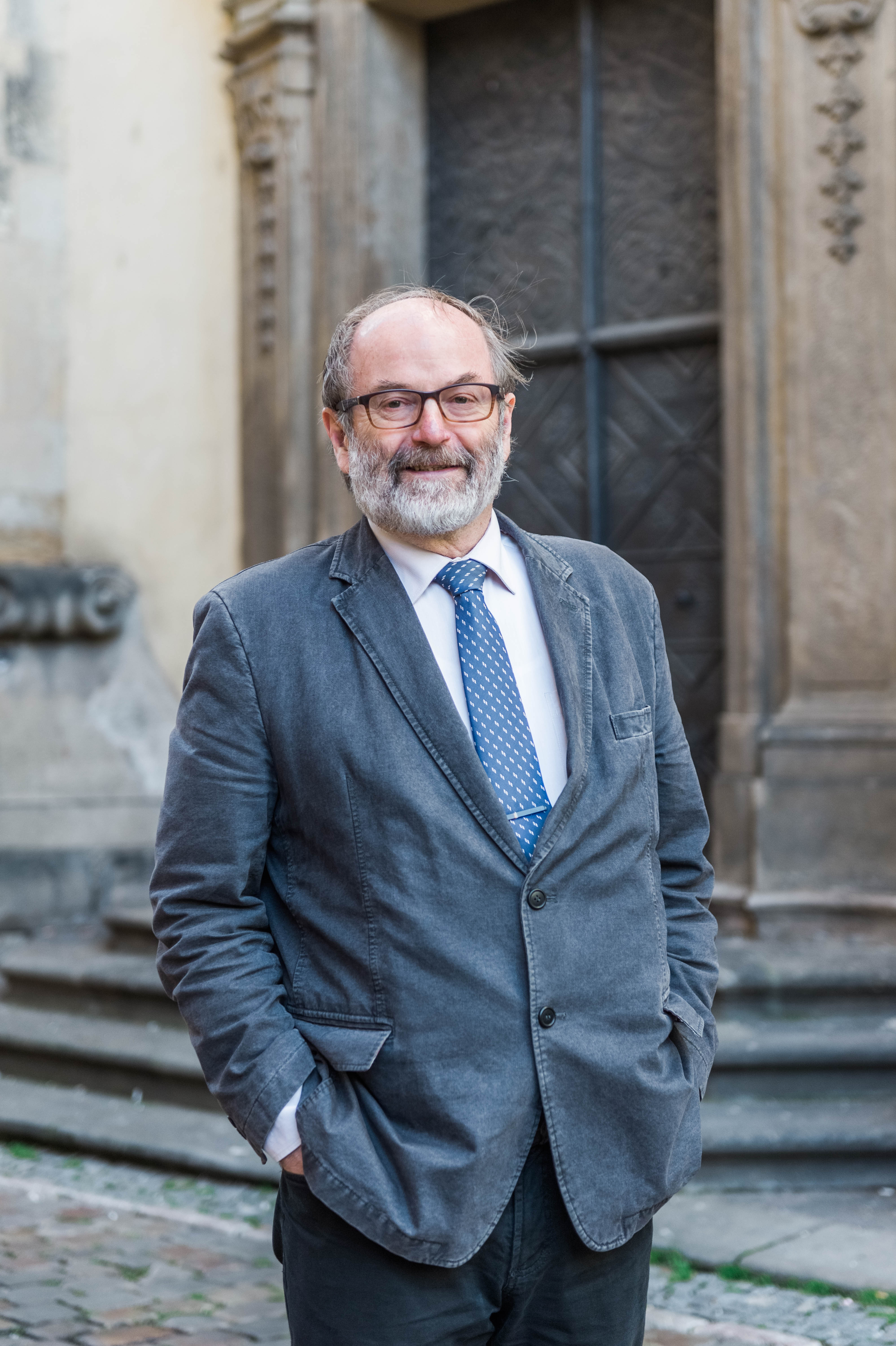
Petr Sommer, spoluzakladatel a druhý ředitel CMS

Myšlenka medievistického pracoviště, jež by spojovalo výhody jak univerzity, tak akademie, zrála delší dobu. Vznik souvisel s etablováním medievistiky jako samostatného směru bádání v mnoha různých vědách (od filologie přes historii a archeologii) a se stále naléhavější potřebou mezioborové spolupráce. Svou roli hrála i snaha propojovat badatelské prostředí akademie s univerzitou vychovávající nové specialisty v oboru. Centrum bylo nakonec založeno smlouvou uzavřenou mezi Univerzitou Karlovou a Akademií věd 26. srpna 1998. Prvním ředitelem se stal jeho ideový otec, historik František Šmahel a jeho zástupcem archeolog Petr Sommer. Díky veliké podpoře Viléma Herolda tehdejšího místopředsedy Akademie věd se centrum mohlo rok po svém založení nastěhovat do uvolněných prostor v akademickém areálu v Jilské ulici na Starém Městě pražském. Vazba k Filosofickému ústavu Akademie věd České republiky, jenž tyto prostory spravuje, se tím ještě zvýraznila. Prostřednictvím tohoto ústavu také centrum čerpá svůj základní rozpočet poskytovaný Akademií věd. Většinu prostředků však dlouhodobě tvoří vysoutěžené grantové a projektové finance. Rozpočet doplňuje také příspěvek Filozofické fakulty Univerzity Karlovy na náklady spojené s péčí o doktorandy.
Hlavním posláním Centra medievistických studií je poskytovat vysoce kvalifikovanou podporu doktorandům a postgraduálním studentům ve všech oborech středověkých studií, od obecné historie přes středověkou archeologii, pomocné vědy historické, právní dějiny, dějiny filozofie, teologii, literární dějiny a dějiny umění, po specializované filologické a další obory.
Centrum medievistických studií organizuje interní setkání a workshopy s hosty z Česka i ze zahraničí a dále udržuje kontakty s několika stovkami studentů doktorských programů ve všech medievistických oborech ze všech českých univerzit. Pro ně je určeno každoroční jednodenní setkání doktorandů v Praze (příležitost vystoupit s referátem o vlastní práci a vyzkoušet si prezentační schopnosti a pohotovost v diskusi) a několikadenní Letní škola medievistických studií pořádaná v Sázavském klášteře (vedle úvodní přednášky některého významného medievisty nabízí praktické semináře, tematický přednáškový blok a posterovou sekci pro prezentaci vlastních projektů). Nově centrum ve spolupráci se Společností Husova muzea a Kostnickou univerzitou poskytuje týdenní badatelská stipendia pro dva doktorandy (medievisty) ročně.
Centrum vlastní neustále se rozrůstající knihovnu, která je autonomní součástí Knihovny Filozofického ústavu AV ČR, se specializovaným fondem orientovaným na problematiku českého i evropského středověku. Je určena primárně pracovníkům centra coby příruční knihovna, její umístění v prostorách studovny CMS však poskytuje možnost jejího využití rovněž doktorandům, vědeckým pracovníkům, studentům, badatelům a dalším zájemcům.
Centrum provozuje portál Czech medieval sources online, který internetovým uživatelům zpřístupňuje edice primárních pramenů významných pro studium českého středověku. Od roku 2009 vydává vlastní časopis Studia Mediaevalia Bohemica (SMB).

## Lidé

### Ředitelé
- František Šmahel (1998–2004)
- Petr Sommer (2004–2019)
- Pavel Soukup (2020 – dodnes)[8]

### Významní současní a bývalí pracovníci
- Marie Bláhová
- Lenka Bobková
- Eva Doležalová
- Lucie Doležalová
- Tomáš Durdík
- Dušan Coufal
- Dušan Foltýn
- Ota Halama
- Ivan Hlaváček
- Zdeňka Hledíková
- Petr Charvát
- Jan Klápště
- Martin Musílek
- Martin Nejedlý
- Martin Nodl
- Robert Novotný
- Dušan Třeštík
- Josef Žemlička
- Václav Žůrek